# Collégiale Saint-Monon de Nassogne
La collégiale Saint-Monon est un édifice religieux catholique sis à Nassogne, en Belgique. Un édifice construit durant la première moitié du VIIe siècle, pour recevoir les pèlerins visitant la tombe de saint Monon est plusieurs fois modifié au cours des siècles. Le sanctuaire est de style roman et la nef date du XVIIe siècle. Le site et l’église - qui est église paroissiale de Nassogne - sont classés au patrimoine immobilier de Wallonie.

## Origine et histoire
Monon, moine missionnaire écossais, installé comme ermite dans la forêt ardennaise est assassiné entre 630 et 645. Sa dépouille est déposée dans ce qui était son oratoire, à Nassogne, et devient immédiatement objet de vénération. ‘Miracles’ et conversions se produisent auprès de son tombeau.
Jean l'Agneau, prince-évêque de Liège, qui avait connu personnellement le moine Monon, fait construire, vers 650, une église à Nassogne, dédiée à Notre-Dame, pour y abriter dignement les restes du moine missionnaire de la région ardennaise. Signe de sa faveur, une exemption épiscopale y est attachée.
Un siècle plus tard le culte de Saint Monon est déjà si répandu que Pépin le Bref, père de Charlemagne, visite les lieux. Grâce à sa munificence une nouvelle église est édifiée. Un chapitre de chanoines, créé pour la récitation de l’office divin en l’honneur du martyr, y est également financièrement fondé. Ainsi le lieu de culte devient « église collégiale ». Le chapitre de chanoines fut supprimé (ou disparut...) lors de la période révolutionnaire française.
L’adjonction d’une nouvelle nef achève l'église telle qu’on la voit aujourd’hui. Un chronogramme se trouvant au dessus de la porte d’entrée nous en donne la date : 1661. 
Endommagé durant l’offensive des Ardennes, à la fin de la Seconde Guerre mondiale l’édifice est restauré entre 1946 et 1949. Avec son vieux cimetière et les tilleuls plantés au début du XIXe siècle le monument est classé au patrimoine immobilier de Wallonie (en 1949). 

## Culte à saint Monon
Au fil du temps le culte et la vénération de saint Monon se développa et attira de plus en plus de pèlerins. Si à l’origine le saint écossais était invoqué contre toutes sortes de maux, par la suite, comme la région est essentiellement agricole, saint Monon est sollicité comme protecteur des agriculteurs, des animaux de la ferme et des récoltes.  
Une ‘confrérie Saint-Monon’, créée au XVIIe siècle et approuvée par le pape Grégoire XV, disparut avec le chapitre de chanoines durant les troubles de la période révolutionnaire française, mais fut rétablie par l’évêque de Namur, Mgr Heylen, en 1911. Pour son centenaire, en 2011, la confrérie a été renouvelée. Elle se charge de perpétuer la tradition et d’animer le rassemblement convivial qui suit la procession. 
Le grand pèlerinage annuel ou grande procession dite « des Remuages », a lieu le dimanche qui suit la fête de l’Ascension. Après la messe solennelle la châsse du saint est transportée en procession à la chapelle Saint-Monon, endroit présumé de l’assassinat du moine écossais, puis ramenée à la collégiale. Des poignées d’herbes frottées à la châsse et donnée à manger au bétail sont supposées les garder en bonne santé durant l’année. D’autres célébrations (dont un ‘festival celtique’) et cérémonies ont lieu durant l’été jusqu’au 18 octobre, date présumée de sa mort.

## Patrimoine
- Le maître-autel, dans la partie romane de la collégiale, est surmonté d’un tableau d’Englebert Fisen (1665-1733), représentant saint Monon priant la Vierge Marie.
- La châsse de saint Monon, dans le transept droit, est un sarcophage sculpté dans du bois de chêne et de tilleul. Datant du XVIIe siècle il contient des reliques de saint Monon et un os de saint Jean l'Agneau, évêque contemporain de Liège. Elle est surmontée d’un gisant du saint tenant la palme du martyre dans sa main gauche.
- Deux anges, debout, dans le transept sont attribués à l’artiste liégeois Jean Del Cour (1627-1707).
- Le ‘trésor’ de la collégiale contient quelques sculptures des temps gothiques et la fameuse clochette en fer, avec monture en argent gravée en 1594 par le prévôt Jean Charlier.

## Source
- Le guide des pèlerinages de Belgique, Éditions de l’Octogone, Bruxelles, 1994, pp.144-147.